# Sepp Waller
Sepp Waller (* 1. April 1921 in Eger, Tschechoslowakei; † 2. Dezember 1997) war ein hessischer Politiker (GB/BHE, GDP, SPD) und Abgeordneter des Hessischen Landtags.

## Ausbildung und Beruf
Sepp Waller arbeitete nach dem Besuch der Volksschule, Bürgerschule und Handelsschule als Kaufmännischer Praktikant. Auf dem Höhepunkt der Sudetenkrise trat er zum 1. August 1938 der Allgemeinen SS bei (SS-Nummer 320.239). Von 1938 bis 1945 leistet er Wehr- und Kriegsdienst, er wurde mehrfach verwundet. Waller gehörte u. a. einem SS-Totenkopfverband an, zum 9. November 1944 wurde er zum SS-Obersturmführer befördert. Vom 2. Mai bis 15. September 1941 besuchte er eine SS-Schule in Braunschweig.
Waller war zwischen Kriegsende und 1947 in Kriegsgefangenschaft bzw. Internierung. 1947 bis 1951 war er Arbeiter in einer Lokomotivenfabrik und 1951 bis 1955 Kreisjugendpfleger. 1955 bis 1958 war er Angestellter im Hessischen Innenministerium.

## Politik
Sepp Waller war seit 1948 in der Vertriebenen- und Jugendarbeit tätig. Er war Mitbegründer der Deutschen Jugend des Ostens, Mitglied des Landesvorstandes des Bundes der Vertriebenen (BdV), der Bundesversammlung der Sudetendeutschen Landsmannschaft und Bundes- und Landesvorsitzender des „Blocks Junger Deutscher“, der Jugendorganisation der Gesamtdeutschen Partei.
Vom 1. Dezember 1958 bis zum 30. November 1966 war Waller Mitglied des Hessischen Landtags. Dort war er 1960 bis 1966 Geschäftsführer und vom 19. Dezember 1962 bis 30. November 1966 stellvertretender Vorsitzender der GB/BHE-Landtagsfraktion. 1964 war er Mitglied der 4. Bundesversammlung.
Bei der Bundestagswahl 1965 kandidierte er auf der Liste der SPD, wurde jedoch nicht in den Bundestag gewählt.
Vom 1. Oktober 1966 bis zum 30. September 1984 war Sepp Waller Bürgermeister der Stadt Frankenberg. In seine Amtszeit fielen unter anderem eine umfangreiche Altstadtsanierung, die aber auch Teile des historischen Stadtkerns zerstörte, die Einrichtung der ersten Fußgängerzone sowie die Diskussion um den möglichen Bau einer Wiederaufbereitungsanlage im Ortsteil Wangershausen.